# Santópolis do Aguapeí
Santópolis do Aguapeí – miasto i gmina w Brazylii, w stanie São Paulo. Znajduje się w mezoregionie Araçatuba i mikroregionie Birigui.